# Barleria diplotricha
Barleria diplotricha är en akantusväxtart som beskrevs av I.Darbysh. och Ndang.. Barleria diplotricha ingår i släktet Barleria och familjen akantusväxter. Inga underarter finns listade i Catalogue of Life.